# Astralwerks
Astralwerks è un'etichetta discografica statunitense focalizzata principalmente sulla musica elettronica e dance. Associata alla Universal Music Group e, per la distribuzione, alla Capitol Music Group, l'etichetta è stata fondata nel 1993

## Artisti
- The 101ers
- 22-20s
- 777
- 8-Bit Operators
- Adam F
- AIR
- Alpha
- Alpinestars
- Air Traffic
- Ambulette
- Amorphous Androgynous
- Craig Armstrong
- Athlete
- Audio Bullys
- Audien
- The B-52's
- Basement Jaxx
- Bat for Lashes
- The Bees
- Bentley Rhythm Ace
- The Beta Band
- Blue Six
- Boymerang
- Cassius
- The Chemical Brothers
- Clinton
- BJ Cole
- The Concretes
- Graham Coxon
- The Daedalus Project
- deadmau5
- Day One
- Diamond Rings
- Digitalism
- Dom
- Dungen
- Brian Eno
- Doves
- Empire of the Sun
- Fatboy Slim
- Bryan Ferry
- Fierce Ruling Diva
- Fluke
- Freaky Chakra
- Sia
- Future Sound of London
- Gabin
- The Golden Republic
- Goldfrapp
- The Good Natured
- David Guetta
- Steve Hackett
- Gemma Hayes
- Hot Chip
- The Irresistible Force
- Iggy Pop
- Halsey
- The Japanese Popstars
- Joi
- Kate Bush
- King Biscuit Time
- Kings of Convenience
- The Kooks
- k-os
- Kraftwerk
- Kylie Minogue
- Late of the Pier
- Sondre Lerche
- The Little Ones
- Lemaître
- Laura Marling
- Mat Zo
- Miguel Migs
- Miss Kittin
- μ-ziq
- Ben Neill
- Nervo
- Neu!
- Beth Orton
- Erlend Øye
- Pet Shop Boys
- Phoenix
- Photek
- Placebo
- Plastilina Mosh
- Playgroup
- Porter Robinson
- Primal Scream
- Eric Prydz
- Radio 4
- Revolver
- Röyksopp
- Les Rythmes Digitales
- Seefeel
- Simian
- Skylab
- The Sleepy Jackson
- Small Sins
- Soul Oddity
- Yōko Ono
- Spacetime Continuum
- Sparklehorse
- Sunna
- Swedish House Mafia
- System 7
- Techno Animal
- Sébastien Tellier
- Todd Terry
- Tracey Thorn
- Tranquility Bass
- Turin Brakes
- Überzone
- VHS or Beta
- Luke Vibert
- Wagon Christ
- West Indian Girl
- Robbie Williams